# Eteone vitiazi
Eteone vitiazi är en ringmaskart som beskrevs av Uschakov 1972. Eteone vitiazi ingår i släktet Eteone och familjen Phyllodocidae. Inga underarter finns listade i Catalogue of Life.